# Campeonato de Portugal de Rally
El Campeonato de Portugal de Rally o Campeonato Nacional de Ralis (CNR) en portugués, es la principal competición de rally en Portugal, organizado por la Federação Portuguesa de Automobilismo e Karting (FPAK). El actual campeón es José Pedro Fontes. En paralelo transcurre el Campeonato Nacional de Ralis GT y los Campeonato Nacional de Clássicos de Ralis que sólo compiten para las pruebas de asfalto. Por debajo, se compiten tres campeonatos, Campeonato de Rally del Norte, Central y del Sur.

## Pruebas
| Prueba                   | Organizador                       | Superficie |
| ------------------------ | --------------------------------- | ---------- |
| Rali Serras de Fafe      | DemoPorto                         | Tierra     |
| Rali Cidade Guimarães    | Targa Clube                       | Asfalto    |
| Rali de Castelo Branco   | Escuderia Castelo Branco          | Asfalto    |
| Sata Rallye Açores       | Grupo Desportivo Comercial        | Tierra     |
| Rali Vidreiro            | Clube Automóvel da Marinha Grande | Asfalto    |
| Rali Vinho da Madeira    | Club Sports Madeira               | Asfalto    |
| Rali Mortágua            | Clube Automóvel do Centro         | Tierra     |
| Rali Casinos do Algarve  | Clube Automóvel do Algarve        | Tierra     |
| Rali Terras d'Aboboreira | Clube Automóvel de Amarante       | Tierra     |
| Rali do Alto Tâmega      | Clube Aventura do Minho           | Asfalto    |

## Historial
| Año                             | Piloto                            |
| ------------------------------- | --------------------------------- |
| 1956                            | Fernando Stock                    |
| 1957                            | Horácio Carvalho de Macedo        |
| 1958                            | José Luís Abreu Valente           |
| 1959                            | José Luís Abreu Valente           |
| 1960                            | José Manuel Falcão Mendes Pereira |
| 1961                            | Horácio Carvalho de Macedo        |
| 1962                            | José Baptista dos Santos          |
| 1963                            | Horácio Carvalho de Macedo        |
| 1964                            | Fernando Basílio dos Santos       |
| 1965                            | Alfredo César Torres              |
| 1966                            | Manuel Lopes Gião                 |
| 1967                            | Américo da Silva Nunes            |
| 1968                            | Américo da Silva Nunes            |
| Entre 1969 y 1974 no se celebró |                                   |
| 1975                            | Manuel “Inácio” de Sousa e Silva  |
| 1976                            | António Joaquim Póvoas Diegues    |
| 1977                            | Giovani Giacomo Zerla Salvi       |
| 1978                            | Carlos Torres Marques Pires       |
| 1979                            | José Pedro Braga Fernandes Borges |
| 1980                            | Santinho Mendes                   |
| 1981                            | Santinho Mendes                   |
| 1982                            | Joaquim Santos                    |
| 1983                            | Joaquim Santos                    |
| 1984                            | Joaquim Santos                    |
| 1985                            | Joaquim Moutinho da Silva Santos  |
| 1986                            | Joaquim Moutinho da Silva Santos  |
| 1987                            | José António Inverno Amaral       |
| 1988                            | Carlos Mário Costa Bica           |
| 1989                            | Carlos Mário Costa Bica           |
| 1990                            | Carlos Mário Costa Bica           |
| 1991                            | Carlos Mário Costa Bica           |
| 1992                            | Joaquim Santos                    |
| 1993                            | Jorge Manuel Costa Bica           |
| 1994                            | Fernando Peres                    |
| 1995                            | Fernando Peres                    |
| 1996                            | Fernando Peres                    |
| 1997                            | Adruzilo Lopes                    |
| 1998                            | Adruzilo Lopes                    |
| 1999                            | Pedro Matos Chaves                |
| 2000                            | Pedro Matos Chaves                |
| 2001                            | Adruzilo Lopes                    |
| 2002                            | Miguel Campos                     |
| 2003                            | Armindo Araújo                    |
| 2004                            | Armindo Araújo                    |
| 2005                            | Armindo Araújo                    |
| 2006                            | Armindo Araújo                    |
| 2007                            | Bruno Magalhães                   |
| 2008                            | Bruno Magalhães                   |
| 2009                            | Bruno Magalhães                   |
| 2010                            | Bernardo Sousa                    |
| 2011                            | Ricardo Moura                     |
| 2012                            | Ricardo Moura                     |
| 2013                            | Ricardo Moura                     |
| 2014                            | Pedro Meireles                    |
| 2015                            | José Pedro Fontes                 |
| 2016                            | José Pedro Fontes                 |
| 2017                            | Carlos Vieira                     |
| 2018                            | Armindo Araújo                    |
| 2019                            | Ricardo Teodósio                  |
| 2020                            | Armindo Araújo                    |
| 2021                            | Ricardo Teodósio                  |
| 2022                            | Armindo Araújo                    |
| 2023                            | Ricardo Teodosio                  |
| 2024                            | Kris Meeke                        |